# Портрет Кирила Розумовського (Помпео Батоні)
«Портрет Кирила Розумовського» — маловідомий твір італійського художника 18 століття Помпео Батоні (1708–1787).

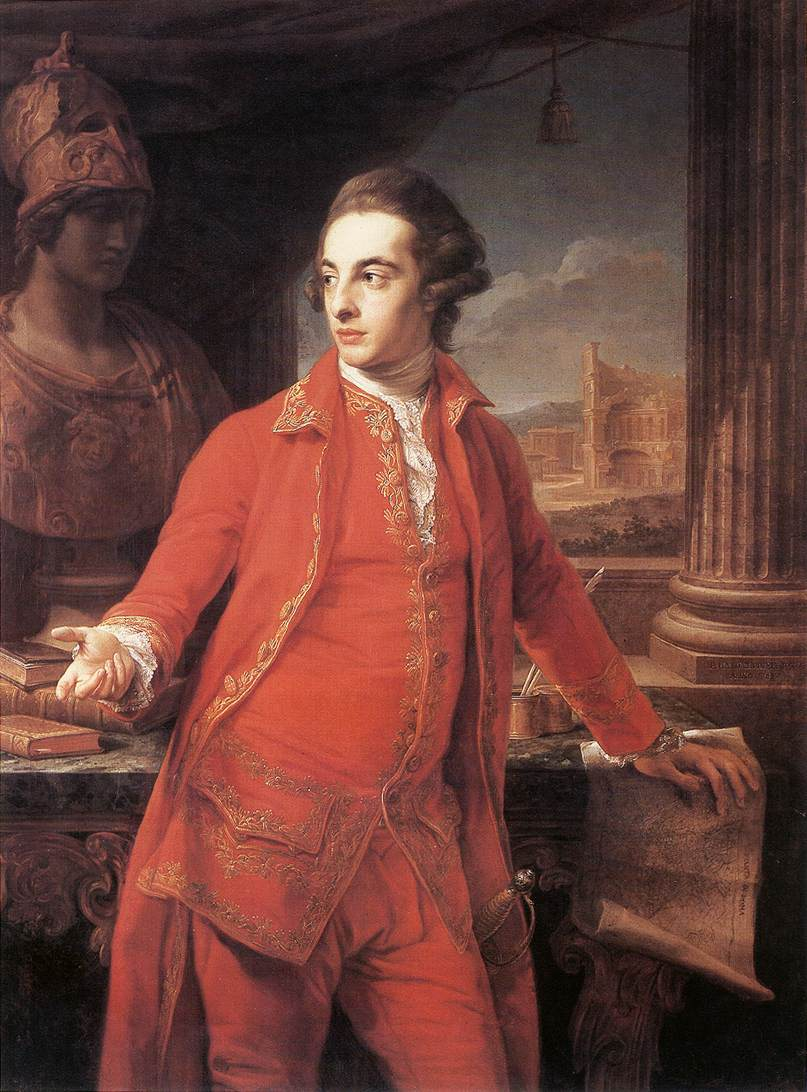
Помпео Батоні. Сер Грегорі Пейдж-Торнер. 1768 рік. Прив. збірка.

Вже у 1764 році вийшов наказ нової імператриці Катерини ІІ про скасування гетманства в Україні. Владу гетьмана невпинно обмежували і передавали Малоросійській колегії, що була лише одним з міністерств Російської імперії. Утиски імператриці були такими помітними, що Кирило Розумовський поклопотався про виїзд за кордон. Він мандрує країнами Західної Європи як державний посадовець у відставці. Серед країн, що відвідав Кирило Григорович — Німеччина, Італія, Франція, Англія. Саме тоді і був створений портрет, замовлений у  1766 році італійському художнику Помпео Батоні.
Римський художник використав звичну композицію парадного портрета у повний зріст, як він писав і більшість європейських аристократів, що відвідали Італію. Наголос в портреті Кирила Розумовського зроблено на прихильності вельможі до мистецтва. Звідси введеня у композицію скульптур на тлі, серед яких і Аполлон, покровитель мистецтв. Це мало на меті надати змісту широкому жесту вельможі.